# I Heard a Voice: Live from Long Beach Arena
I Heard a Voice – Live from Long Beach Arena es el primer DVD en vivo lanzado por la banda de rock alternativo AFI. Fue lanzado el 12 de diciembre de 2006. El concierto fue filmado en el Long Beach Arena en Long Beach, California el viernes 15 de septiembre de 2006. En cierto momento del Tour Decemberunderground, la multitud fue la más grande que AFI había tenido hasta ese momento, más de 13 mil personas. El concierto fue filmado en alta definición con más de 23 cámaras. El título de este DVD tuvo como origen una línea de poesía en la cubierta del CD de Decemberunderground. Encubierta en la canción 37mm, hay una frase que dice: "La luz se cortó. Encendí la radio. La luz se cortó. Encendí la radio. La luz se cortó. Encendí la radio.... Oí una voz." La polilla en la portada también pertenece a la cubierta de decemberunderground.
Durante la semana antes del lanzamiento, la filmación del concierto se mostró como una proyección en varias ciudades. Los asistentes recibieron una edición limitada de un póster a doble cara. 
Una versión en CD fue lanzada el 13 de noviembre de 2007.

## Lista de canciones
1. "Prelude 12/21" - 2:04
2. "Girl's Not Grey" - 3:12
3. "The Leaving Song Pt. II" - 4:20
4. "Summer Shudder" - 3:16
5. "Kill Caustic" - 2:50
6. "The Days of the Phoenix" - 4:04
7. "Endlessly, She Said" - 4:34
8. "A Single Second" - 2:45
9. "The Missing Frame" - 4:40
10. "Bleed Black" - 4:28
11. "Silver and Cold" - 5:12
12. "Dancing Through Sunday" - 2:34
13. "This Time Imperfect" - 4:33
14. "Death of Seasons" - 5:14
15. "Totalimmortal" - 4:31
16. "Love Like Winter" - 3:10
17. "God Called In Sick Today" - 4:50
18. "Miss Murder" - 3:38

## Intérpretes destacados
La canción "A Second Single" cuenta con un cantante invitado, Nick 13 de la banda Tiger Army.

## Características del DVD
- Contiene 5.1 mezcla de audio.
- Incluye entrevistas con los miembros de The Despair Faction y una galería de fotos.
- Al hacer clic en el logotipo de la polilla dentro del menú 'Extras', puedes acceder a los cuatro videos que ofrecieron durante la búsqueda misteriosa 'Five Flowers' de AFI. Cada video contiene a un diferente integrante de AFI. El tesoro es un huevo de Pascua.

## Posicionamiento en listas
| Listas                               | Position |
| ------------------------------------ | -------- |
| U.S Billboard 200                    | 133      |
| Australian ARIA DVD Chart            | 2        |
| Top Music Video                      | 18       |
| Billboard Comprehensive Music Videos | 18       |
| Billboard Comprehensive Albums       | 160      |
| Top Hard Rock Albums                 | 16       |
| Billboard Top Music Video            | 8        |